# Schienenverkehr auf Korsika

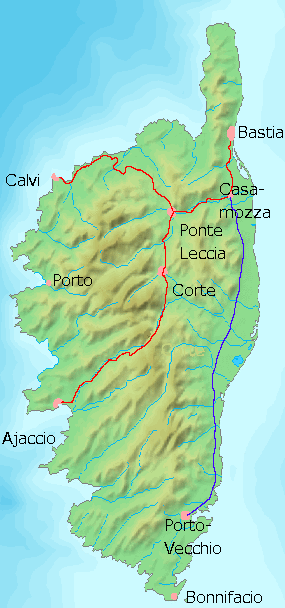
Rot: befahrene Strecken
Blau: aufgegebene Strecke

Der Schienenverkehr auf Korsika wird heute auf einem Netz aus zwei Strecken betrieben, das der Collectivité de Corse (Korsischen Gemeinschaft) als Infrastrukturbetreiber gehört. Eisenbahnverkehrsunternehmen sind die Chemins de fer de la Corse (CFC).

## Infrastruktur

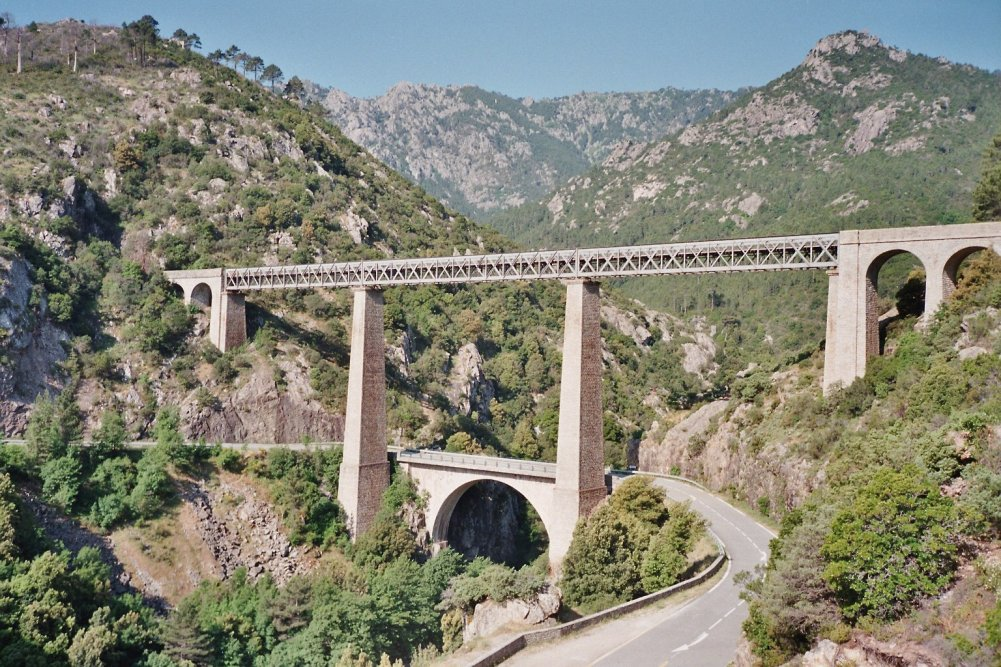
Vecchio-Brücke von Gustave Eiffel

Das Schienennetz Korsikas ist ein eingleisiges, nicht elektrifiziertes Meterspurnetz mit einer Streckenlänge von 231 km. Es hatte ehemals drei, heute noch zwei Strecken:
- Bahnstrecke Bastia–Ajaccio
- Bahnstrecke Ponte-Leccia–Calvi
- Bahnstrecke Casamozza–Porto-Vecchio (1943 größtenteils zerstört, Reststrecke 1953 stillgelegt)

Ursprünglich erfolgte die Zugsicherung im Zugmeldebetrieb. Seit dem Ende des 20. Jahrhunderts wird das abschnittsweise zunehmend durch ortsfeste Lichtsignale ersetzt.

## Geschichte

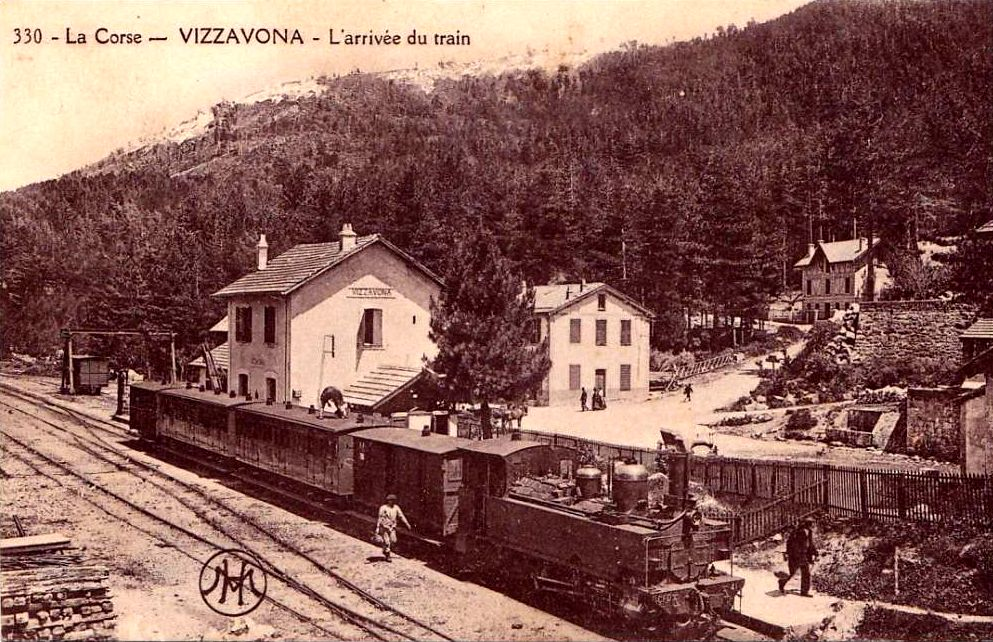
Dampflokomotive Nr. 41 vor einem Personenzug im Bahnhof Vizzavona, um 1900

### Aufbau
Durch die geringe wirtschaftliche Bedeutung von Korsika für Frankreich kam es hier erst spät zu Planung und Bau von Eisenbahnen. Die Vorhaben konkretisierten sich am Ende der 1870er Jahre und führten schließlich 1883 zu einem Vertrag zwischen dem Staat (vertreten durch die Administration des ponts et chaussées – Brücken- und Straßenbehörde) und der Compagnie des Chemins de Fer Départementaux (CFD), einem Betreiber von Nebenbahnen in Frankreich. Dieser eröffnete zwischen 1888 und 1935 abschnittweise die Strecken, als das Netz mit 384 km seine maximale Länge erreichte. Eine Reihe weiterer Projekte bestanden, wurden aber nicht mehr verwirklicht: Eine Verbindungen von Caldaniccia in der Nähe von Ajaccio nach Propriano an der Westküste und Vico im Hochgebirge und die geplante Verbindung von Calvi über Porto nach Ajaccio. Nach der endgültigen Aufgabe der Strecke entlang der Ostküste 1953 erreichte das Netz seine auch heute noch bestehende Länge von 232 km.
Ursprünglich verwendete die Eisenbahn auf Korsika im Personenverkehr das in ganz Kontinentaleuropa übliche System mit Plätzen 1. bis 3. Klasse, mindestens bis zum Zweiten Weltkrieg. Heute wird nur noch eine Einheitsklasse („2. Klasse“) angeboten.

### Zweiter Weltkrieg und Nachkriegszeit

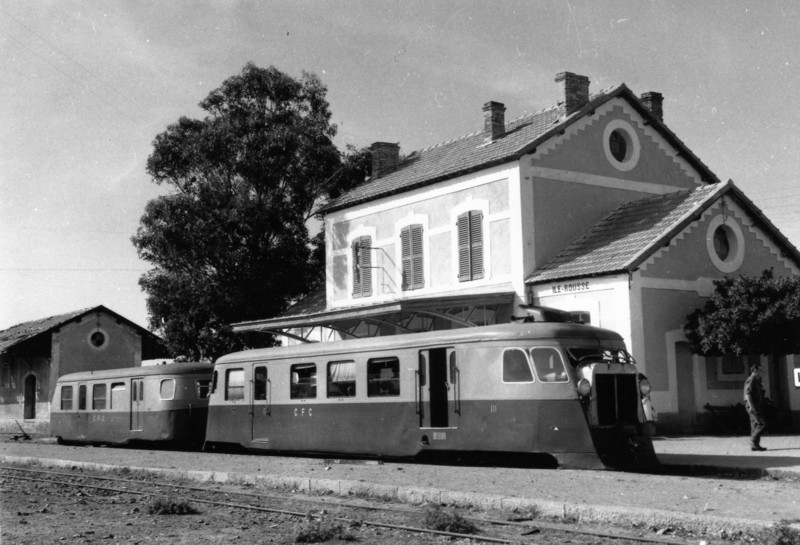
Billard-Triebwagen 111 (Typ A 150 D) in L’Île-Rousse, 1958

1941 – also mitten im Zweiten Weltkrieg – lief der Vertrag zwischen dem Staat und der CFD aus. Da zu diesem Zeitpunkt ein Betreiberwechsel untunlich schien, vereinbarten die Parteien eine Fortsetzung des Status quo. Bei der Befreiung Korsikas von der deutschen Besatzung 1943 wurde zum einen die Strecke entlang der Ostküste – vor allem durch die Sprengung zahlreicher Brücken durch die Wehrmacht – so schwer beschädigt, dass der Betrieb (bis auf ein kurzes Reststück von 10 km Länge) nie wieder aufgenommen wurde. Zum anderen übernahm nun das französische Militär den Eisenbahnbetrieb. Da die CFD nach dem Verlust der rentabelsten Strecke des Netzes nicht mehr bereit war, den Betrieb weiter zu führen, übernahm die Administration des ponts et chaussées ab 1945 den Betrieb selbst. 1954 wurde der Betrieb der Dampflokomotiven aufgegeben und die Bahn war komplett auf Dieselfahrzeuge umgestellt.
In den 1960er Jahren erschien die Bahn so unwirtschaftlich, dass sie aufgegeben werden sollte. Das scheiterte aber am vehementen Widerstand der Nutzer. Daraufhin wurde 1965 die Société Auxiliaire pour les Chemins de Fer Secondaires (SACFS) mit dem Betrieb betraut. Das änderte nichts an dem hohen Zuschussbedarf des Bahnbetriebs, dem auch der nächste Betreiberwechsel 1971 zur Société Générale de Chemins de Fer et Transports Automobiles (CFTA) nicht abhalf. So wurde die Bahn 1983 der SNCF zugeschlagen und unter ihrer Regie bis 2010 das komplette Streckennetz saniert, Gleise und Signaltechnik erneuert und die Hauptstrecke in wenigen Abschnitten auf eine zulässige Höchstgeschwindigkeit von 80 km/h ertüchtigt. Die bis dahin auf der Hauptstrecke verkehrenden Triebwagen sollten durch den neuen AMG-800 abgelöst und die Fahrzeit zwischen Bastia und Ajaccio auf 2:45 h verkürzt werden. Die alten Triebwagen sollten weiter auf der Strecke nach Calvi eingesetzt werden. Allerdings wurde 2010 bei Wartungen des AMG-800 festgestellt, dass dessen Bremsen zu stark verschlissen, weshalb alle AMG-800 aus dem Verkehr gezogen wurden. Da zu diesem Zeitpunkt aber bereits viele der alten Fahrzeuge nicht mehr einsatzfähig waren, standen 2011 nicht genügend Fahrzeuge zur Verfügung, um den bisherigen Fahrplan aufrechtzuerhalten. Teilweise fand Schienenersatzverkehr mit Bussen statt, teilweise entfielen Fahrten aber auch ersatzlos. Seit Sommer 2012 standen wieder insgesamt 8 AMG-800 zur Verfügung.

### Gegenwart
Im Zusammenhang mit der verstärkten Autonomie von Korsika kam es dann 2012 zur Ausgliederung der Bahn aus der SNCF und der Gründung der CFC als deren neuer Betreiberin. Die CFC ist eine „Société anonyme d'économie mixte locale“ (SAEML – Gemischwirtschaftliche kommunale Aktiengesellschaft).

## Fahrzeuge
Die im Personenverkehr eingesetzten Triebwagen haben ein sehr unterschiedliches Alter, wobei die modernen Fahrzeuge die Hauptverkehrslast auf der Stammstrecke Bastia–Ajaccio tragen. Auf dem Tramway de Balagne zwischen L'Île-Rousse und Calvi verkehrten bis 2008 noch Triebwagen des Herstellers Renault aus den Jahren 1949/50 mit Beiwagen. Mittlerweile werden auch hier modernere Fahrzeuge eingesetzt, von den ehemals acht Renault-Triebwagen sind noch drei abgestellt vorhanden. Die Fahrzeuge bieten für die Fahrgäste je nach Baureihe zwischen 40 und 120 Sitzplätze.
Die Ablösung der Dampflokomotiven begann auf der Insel schon sehr früh. Bereits 1937 verkehrten auf der Hauptstrecke Triebwagen mit Dieselantrieb der französischen Firma Billard. Der Einsatz der Dampfloks endete 1954. Für den Güterverkehr wurden in den 1960er Jahren zwei Diesellokomotiven des Typs BB-400 des Herstellers CFD (BB 404 und 405) beschafft. Seit 1994 bzw. 2009 kommen auch weitere Loks zweier ähnlicher, jedoch deutlich stärker motorisierter Typen als BB 406–408 zum Einsatz, die zuvor für die Firma Speno unter anderem in Deutschland als DB-Baureihe 715 im Einsatz waren. Ein Unikat war die Eigenbau-Diesellokomotive 114, die von der Hauptwerkstätte Casamozza auf dem Fahrgestell eines Billard-Triebwagens aufgebaut worden war und den Spitznamen „Bête de Calvi“ trug.
In den Jahren 1975/76 kamen fünf Triebwagen der Baureihen X-1200 (zweiklassig; um 1980 in X-2000 umgebaut) und X-2000 (nur 2. Wagenklasse) sowie 1982 zwei Triebwagen des Typs X-5000 hinzu. 1989/90 lieferte die Firma Soulé fünf Triebwagen der Baureihe X-97050, denen 1997 zwei weitere von CFD folgten. Für sechs dieser Fahrzeuge wurden passende Steuerwagen angeschafft.
Um den Bahnbetrieb grundlegend zu modernisieren, bestellte die korsische Regionalregierung fünfzehn Doppeltriebwagen der Baureihe AMG-800 bei CFD, von denen bis 2010 zwölf ausgeliefert wurden. Das erste Fahrzeug kam 2007 für Testfahrten auf die Insel. Die 40 Meter langen Triebwagen bieten einen niederflurigen Einstieg und erreichen eine Höchstgeschwindigkeit von 100 km/h. Weiterhin wird zurzeit das gesamte Schienennetz saniert, darüber hinausgehende Verbesserungen wie zum Beispiel eine Elektrifizierung des Netzes sind jedoch nicht vorgesehen. Zurzeit ist die Ausgabe von 110 Millionen Euro für die Erhaltung des Gleiskörpers und Investitionen in Fahrzeuge geplant.
Im Frühjahr 2010 mussten sämtliche bis dahin gelieferten AMG-800 wegen schwerwiegender technischer Mängel (u. a. Bremsen, Kardanwellen und Klimaanlage) für mehrere Monate aus dem Verkehr gezogen werden. Der erheblich ausgedünnte Fahrplan wurde in der Reparaturphase mit den noch vorhandenen Altbaufahrzeugen und Bussen aufrechterhalten.
In Casamozza befindet sich seit 1978 das zentrale Bahnbetriebswerk.

### Triebwagen

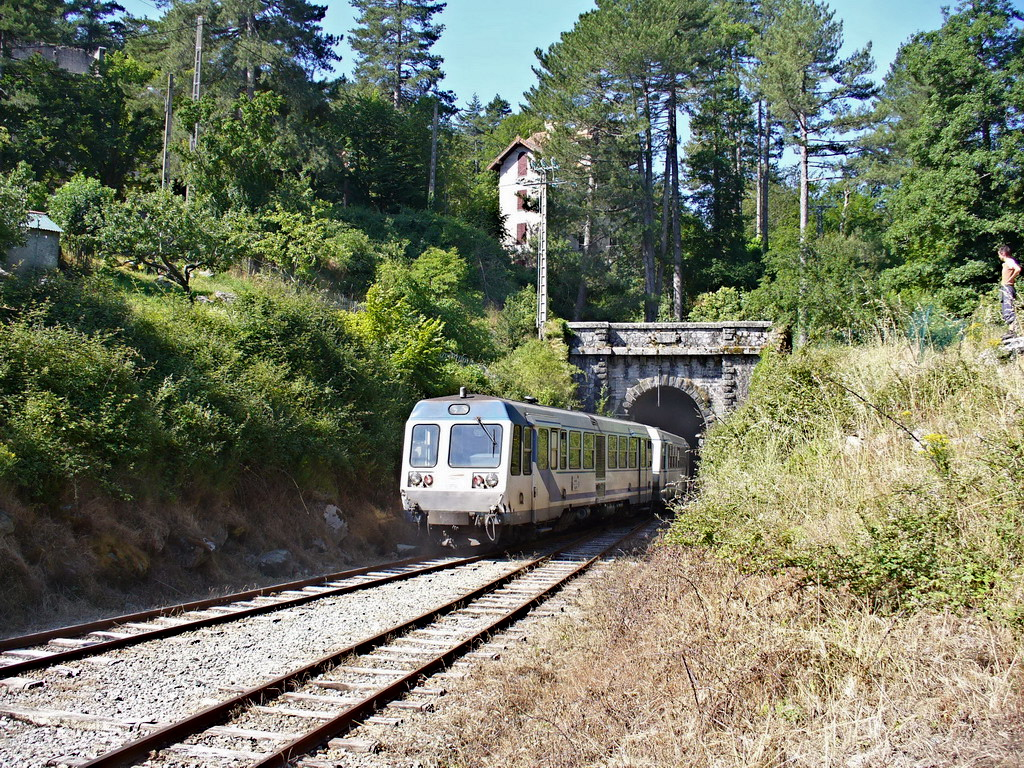
Triebwagen der Baureihe X-97050 am Scheiteltunnel Vizzavona

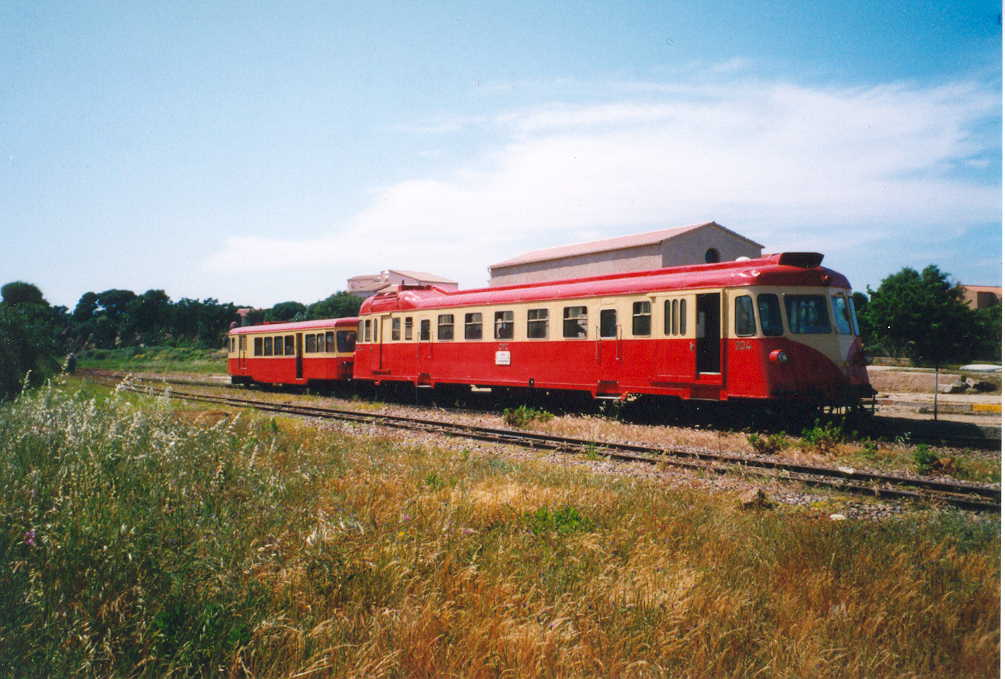
Renault-Triebwagen auf dem Tramway de Balagne (Bahnstrecke Ponte-Leccia–Calvi)

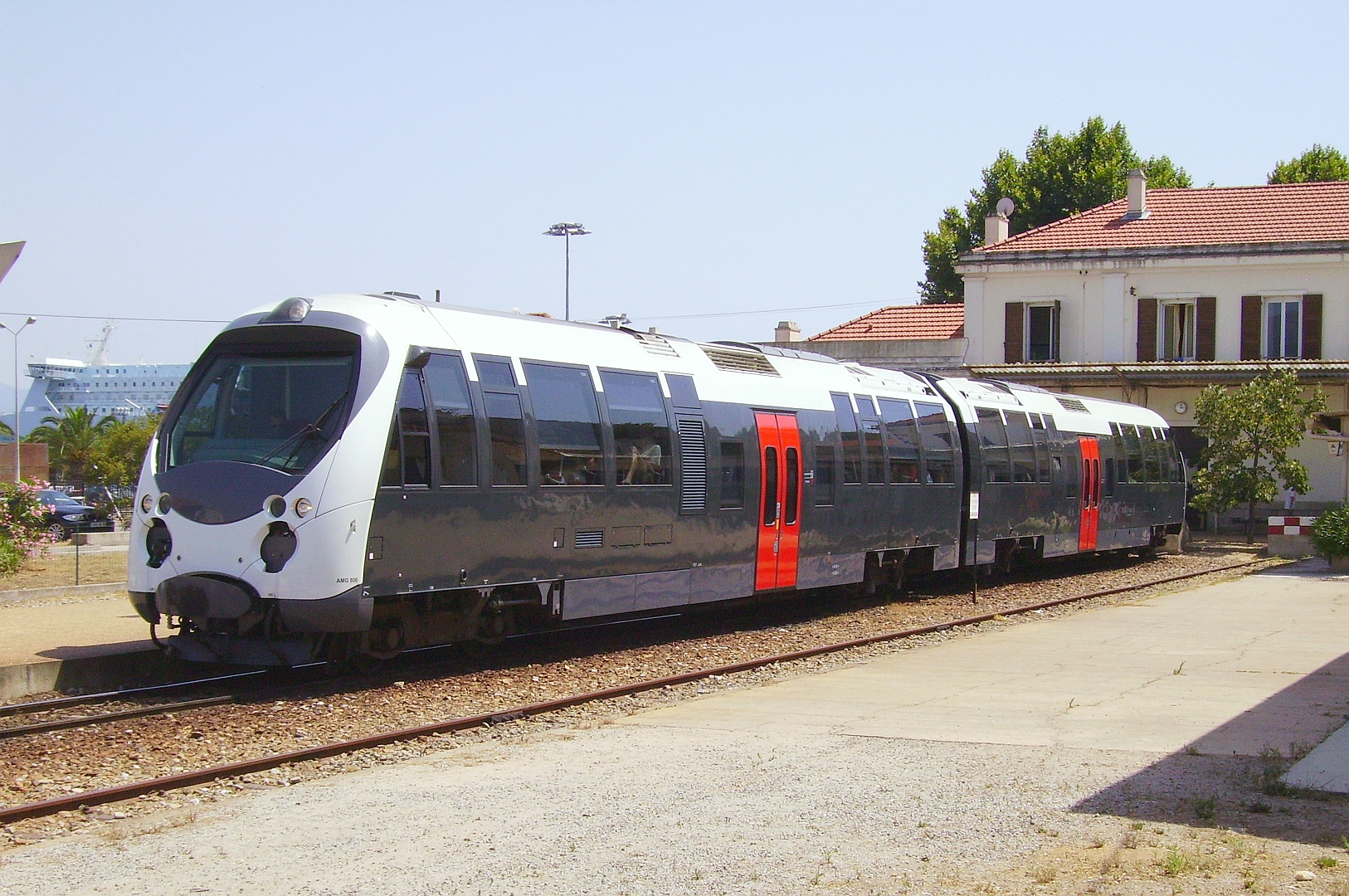
Triebwagen der Baureihe AMG-800 im Bahnhof Ajaccio

- 2 Crochat / Decauville, benzinelektrisch, Betriebsnummern Ae 51 + 52 – 1929 an CFD-Charentes verkauft
- 6 Billard A 210 D, Baujahr 1935, Betriebsnummern 101–106 – 103 1946 nach Brandschaden zu Diesellok 403 umgebaut; 106 zu Beiwagen umgebaut, 2009 zur Bahnstrecke Nizza–Digne-les-Bains; übrige verschrottet (102 im Zweiten Weltkrieg 1943 in Bastia zerstört)
- 3 Billard A 210 D, Baujahr 1938, 1971 gebraucht gekauft, Betriebsnummern 210–212 – später zu Beiwagen umgebaut
- 6 Billard A 150 D, Baujahr 1938, Betriebsnummern 111–116 – 113 1987 zum Steuerwagen umgebaut, erhalten; Fahrwerk von 114 für Diesellok 114 verwendet; übrige verschrottet (116 im Zweiten Weltkrieg 1943 in Casamozza zerstört)
- 8 Renault ABH-8; Baujahre 1949/50, Betriebsnummern 201–208 – 201, 204 und 206 abgestellt, übrige verschrottet
- 19 Billard A 80 D, Baujahre ca. 1937 bis 1940, Ende der 1960er Jahre gebraucht erworben, Betriebsnummern 241–251, 501–504 und 510–513 – kein Fahrzeug mehr im Einsatz
- 1 De Dion-Bouton OC-1, Baujahr 1937, 1973 gebraucht gekauft – 1991 verkauft
- 3 CFD Montmirail, Baujahre 1975/76, Betriebsnummern X-1201, X-1202 und X-1205 – um 1980 zu X-2000 umgebaut (X-2001, X-2002 und X-2005), 2016 zu Chemins de fer du Vivarais
- 2 CFD Montmirail, Baujahre 1975/76, Betriebsnummern X-2003 und X-2004 – Nr. 2003 im Jahr 2009 zur Bahnstrecke Nizza–Digne-les-Bains
- 2 CFD Montmirail, Baujahr 1982, Betriebsnummern X-5001 und X-5002 – 2016 zu Chemins de fer du Vivarais
- 5 Soulé, Baujahre 1989/90, 2 × 177 kW – Betriebsnummern X-97051 bis X-97055, mit Steuerwagen XRx 9701–9706, teilweise außer Betrieb
- 2 CFD Bagnères (ehem. Soulé), Baujahr 1997 – Betriebsnummern X-97056 uns X-97057
- 12 CFD Bagnères AMG-800, Baujahre 2007 bis 2010, Betriebsnummern AMG-801/802 bis 823/824, Doppeltriebwagen, 2 × 440 kW

Im Jahr 2023 waren nur noch die AMG-801/802 bis 823/824 und die „Soulé“ X-97051 bis 97057 und ihre Steuerwagen sowie einige abgestellte Züge älterer Generationen vorhanden. Die Soulé führten auch in der Sommersaison 2023 noch die Züge Calvi – Île Rousse, alle anderen Züge werden von den AMG geführt, zu den Spitzenzeiten in Doppeltraktion.

### Diesellokomotiven

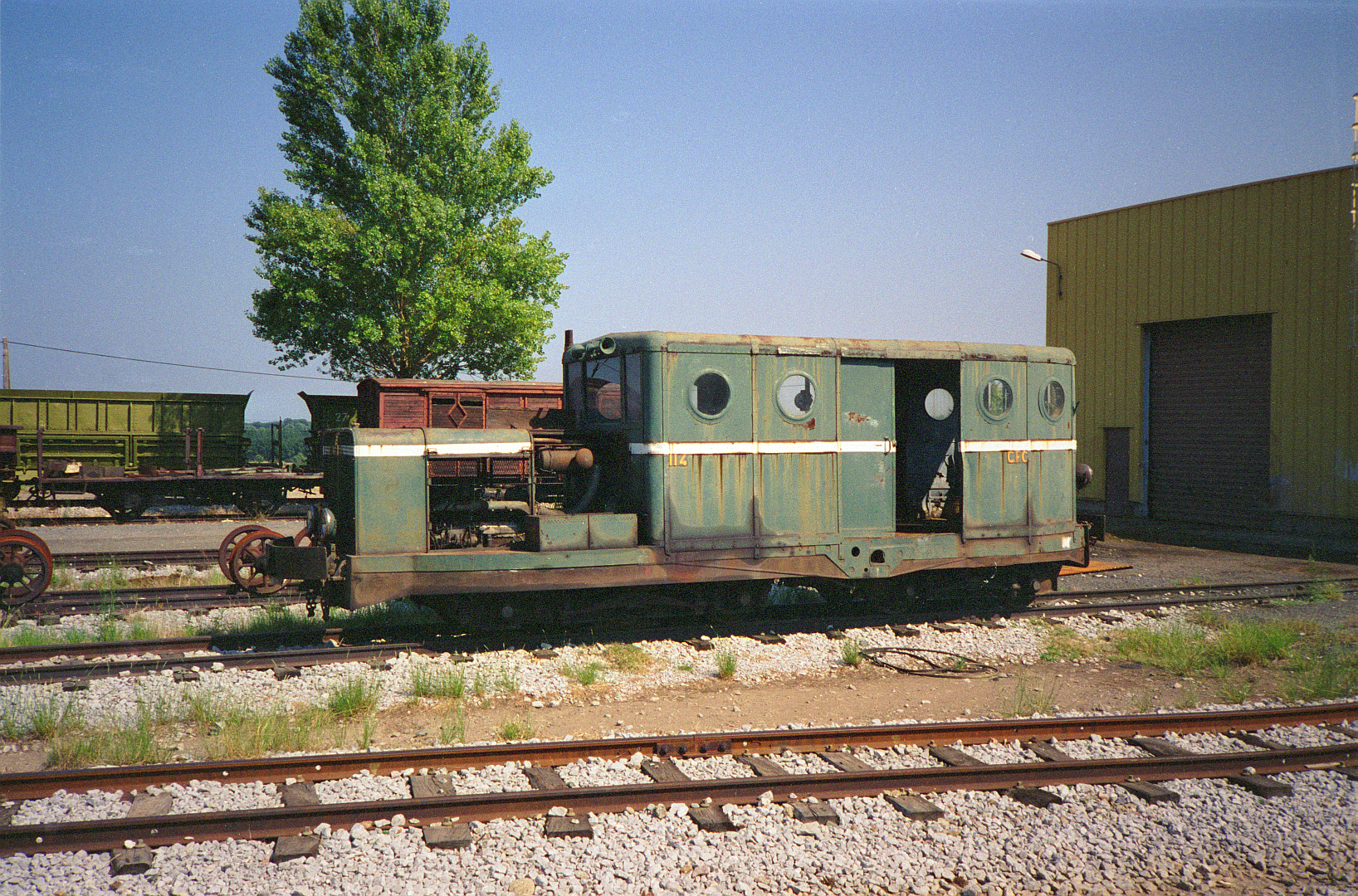
Diesellok 114 in Casamozza, 1994

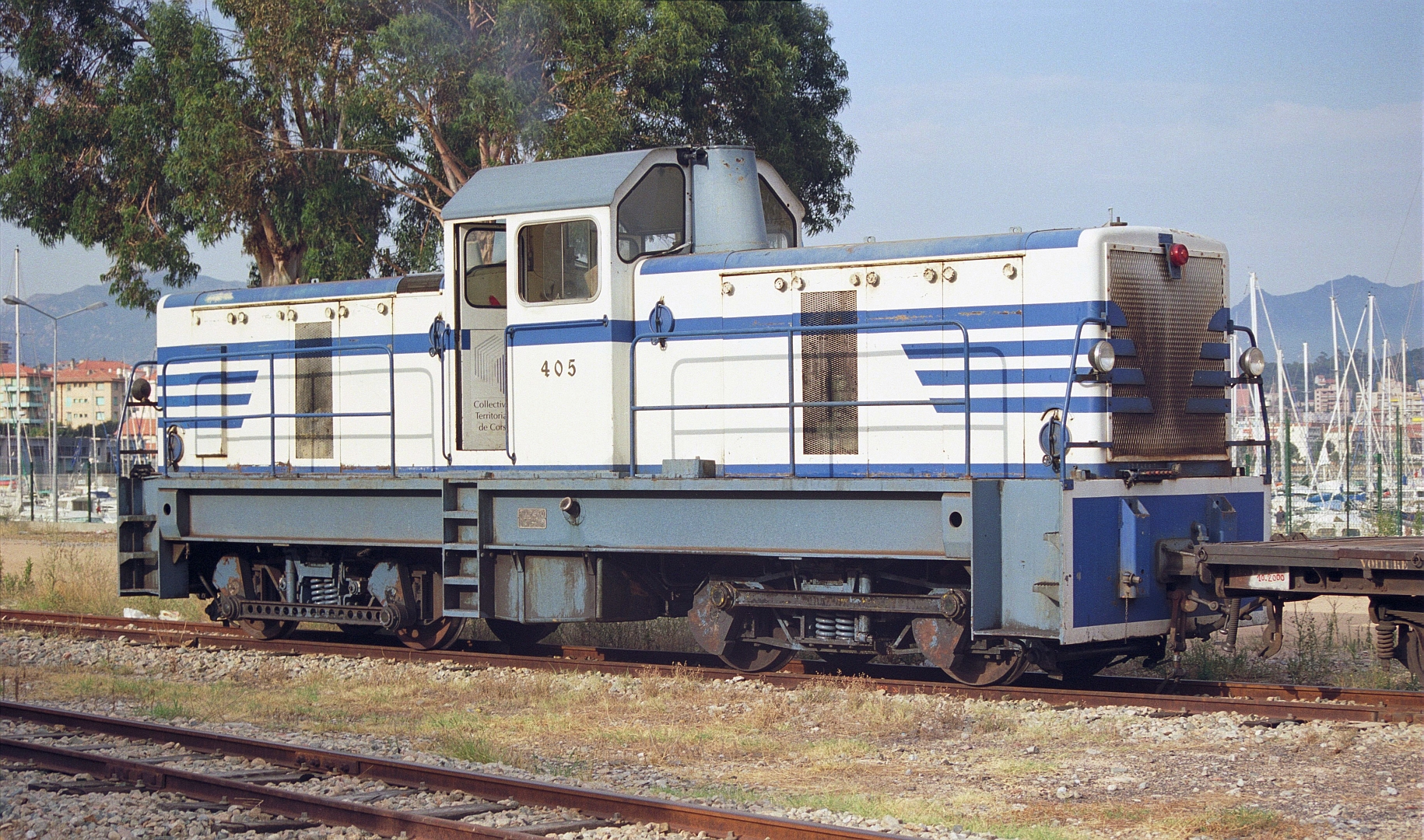
BB 405 in Ajaccio, 2000

- BB 401, Brissonneau et Lotz 1951, 1963 Brandschaden[18] – 1964 verschrottet
- BB 402, Brissonneau et Lotz 1951[19] – 1966 verschrottet
- CFC-114, Kleinlok, Eigenbau unter Verwendung des Fahrwerks von Triebwagen 114, 1955–1999 abgestellt[20]
- 403, Kleinlok für Bastia, Eigenbau aus Triebwagen 103 und 115 – 1962 verschrottet
- CFC-1, Bj. 1948, 1966 gebraucht erworben, 1980 z-gestellt – museal erhalten beim MTVS[21]
- CFC-2, 1966 gebraucht erworben – 1980 verschrottet
- CFC-3, 1967 gebraucht erworben – 1980 verschrottet
- BB 403II, Brissonneau et Lotz 1951, 1964 gebraucht erworben, 1974 z-gestellt – 1981 verschrottet
- BB 404, CFD Montmirail, Bj. 1963, 1974 von den Chemins de fer de Provence gebraucht erworben – seit 2011 beim Train de l’Ardèche
- BB 405, CFD Montmirail, Bj. 1966 – seit 2011 beim Train de l’Ardèche
- BB 406, CFD Suresnes, Bj. 1973, ursprünglich regelspurig, 1994 gebraucht gekauft – vorhanden

### Personenwagen
Anfangs verkehrte die Bahn im Personenverkehr mit Wagenzügen. Zunächst wurden 12 zweiachsige Abteilwagen und 33 vierachsige Drehgestell-Wagen, beide Bauarten ohne Seitengang mit außen durchgehend verlaufenden Trittbrettern und Außentüren in jedem Abteil eingesetzt. In den 1920er und 1930er Jahren wurden dann insgesamt 21 Drehgestell-Wagen mit Eingang an den Wagenenden beschafft, die baulich den damaligen Schnellzugwagen der Normalspurbahnen entsprachen. Bereits ab den 1930er Jahren wurde der Personenverkehr dann zunehmend auf Dieseltriebwagen umgestellt.

### Güterwagen

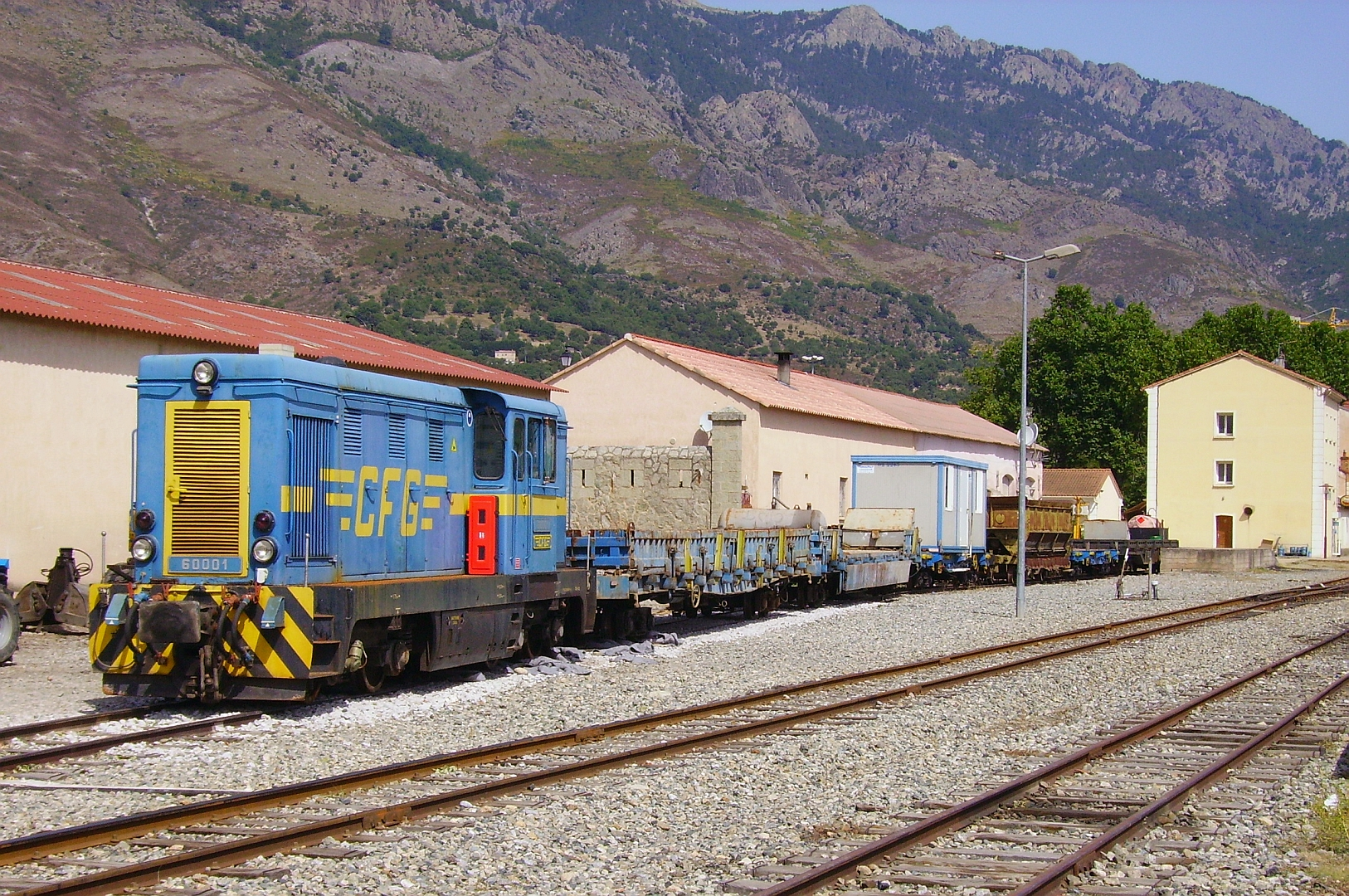
Bauzug der Firma Constructions ferroviaires Giragr (CFG) in Corte, neu motorisierte Lok des Typs FAUR L45H, 2009

Es gibt Kesselwagen zur Bekämpfung der auf der Insel immer wieder aufflackernden Waldbrände.

## Fahrplan
Der Fahrplan ist relativ dünn ausgestattet: Zwei tägliche Verbindungen von Bastia nach Calvi (eine mit Umstieg) und fünf tägliche Zugpaare zwischen Bastia nach Ajaccio, die dann je nach Bedarf in Mehrfachtraktion mit bis zu drei Triebwagen gefahren werden. Hinzu kommt noch ein dichter Vorortverkehr an Werktagen zwischen Bastia und Casamozza auf der Desserte suburbaine de Bastia mit 16 Verbindungen (vier sonntags), der Vorortverkehr zwischen Ajaccio und Mezzana über den Flughafen Ajaccio mit 14 Verbindungen werktags und drei sonntags sowie Fahrten im Zwei-Stunden-Takt auf der Tramway de Balagne während der Sommersaison.
Die Kosten für eine Fahrkarte bewegen sich im üblichen Rahmen des Öffentlichen Personennahverkehrs. Für Touristen wird das ganze Jahr über eine sieben Tage gültige Netzkarte angeboten. Bedingt durch die Bedienung von insgesamt über 30 Bahnhöfen und Haltepunkten dauert die Fahrt auf der Strecke zwischen Bastia und Ajaccio etwa vier Stunden. Auf der Strecke zwischen Ponte-Leccia bis Calvi benötigen die Züge eine Stunde und 40 Minuten.

## Volks- und betriebswirtschaftliche Aspekte

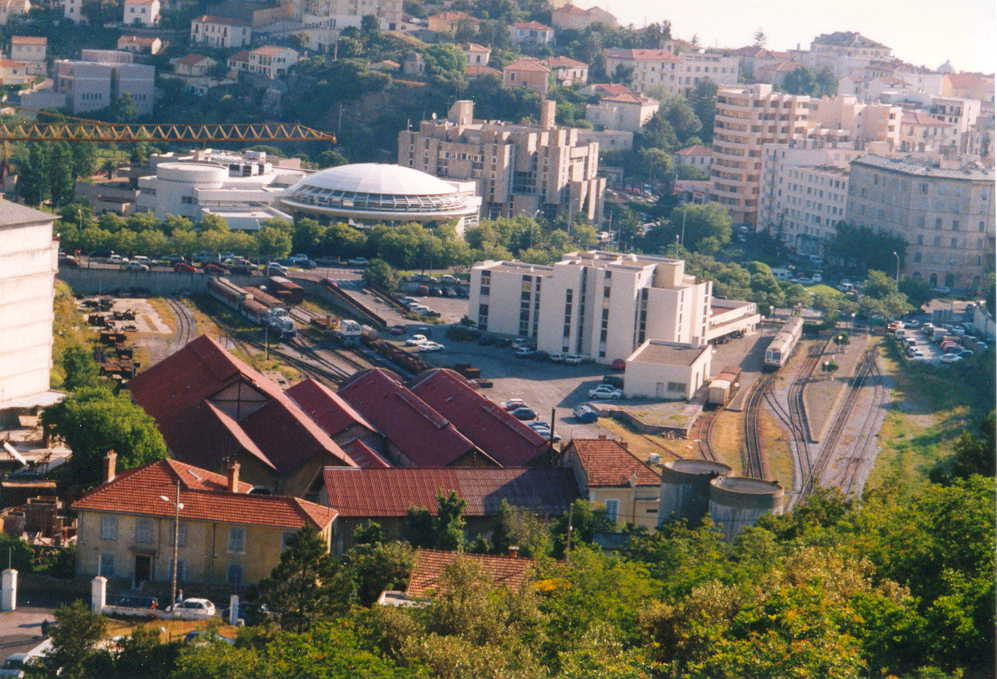
Die Gleisanlagen im Bahnhof Bastia

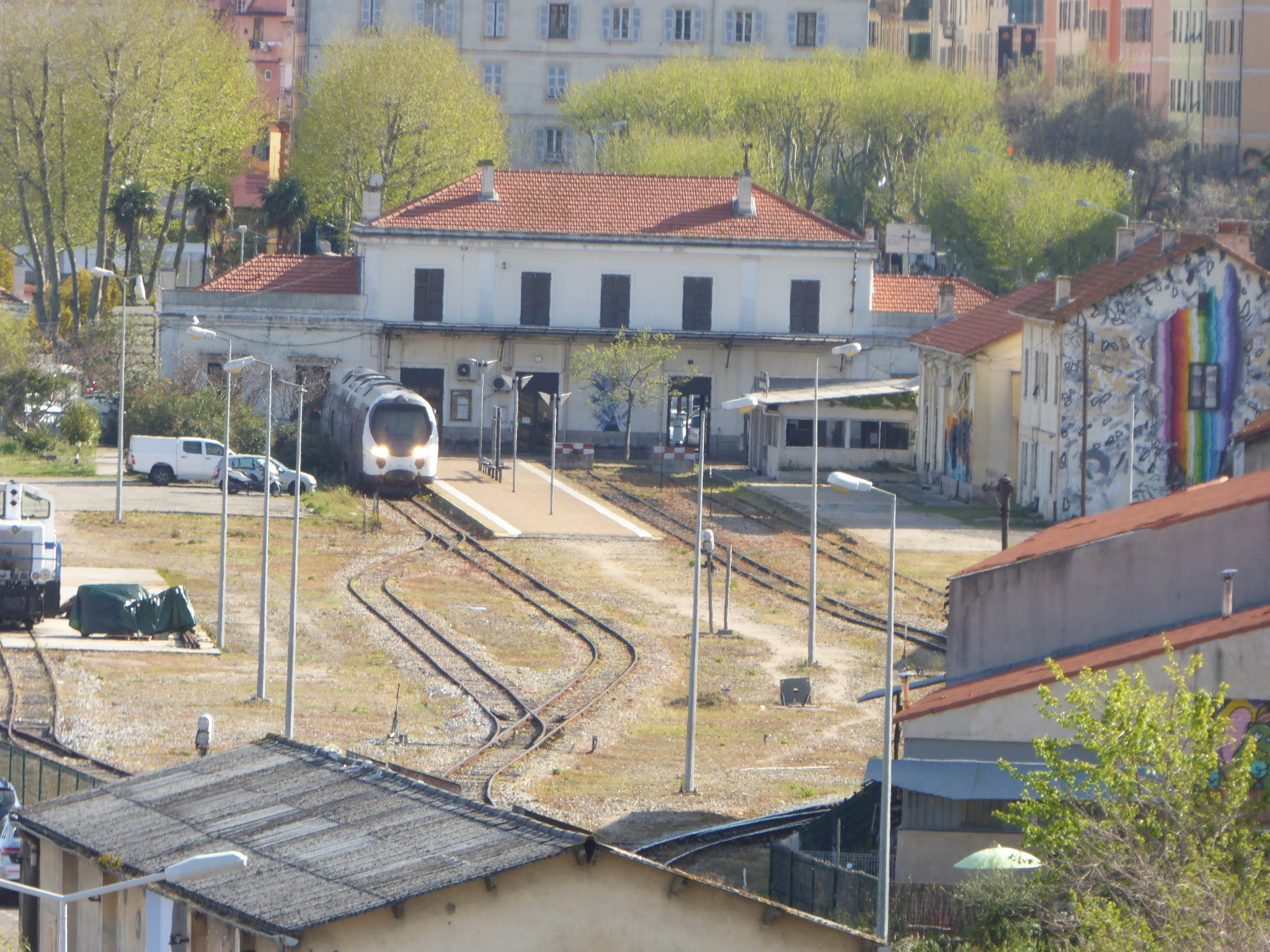
Bahnhof von Ajaccio

Die Einnahmeseite des Betriebes ist schwierig. Tourismus, Haupteinnahmequelle auf der Insel, beschränkt sich im Wesentlichen auf zehn Sommerwochen. Die Strecke zwischen Bastia und Ajaccio ist dabei vor allem für Bergwanderer von Interesse, die den innerkorsischen Fernwanderweg GR 20 begehen wollen. Der Bahnhof von Vizzavona liegt genau auf der Hälfte dieses nur von Mitte Juni bis Ende Oktober begehbaren alpinen Wanderwegs. Dennoch wird das ganze Jahr über gefahren, um der einheimischen Bevölkerung entlang der Strecke auch in den Wintermonaten eine sichere Möglichkeit zu geben, die beiden größten Städte der Insel zu erreichen. Aus diesem Grund wird die Hauptstrecke im Winter von Schnee geräumt, was bei den Passstraßen über das innerkorsische Gebirge nicht immer der Fall ist.
Die Tramway de Balagne erschließt im Sommer die im Norden der Insel einsam gelegenen Badestrände, zu denen keinerlei Straßenverbindung führt. Der Streckenabschnitt zwischen Calvi und L'Île-Rousse besitzt daher für den Tourismus ebenfalls erhebliche Bedeutung.
Der Güterverkehr ist nur noch gering. Da die Insel keine bedeutenden Bodenschätze besitzt, beschränkt sich der Transport von Gütern auf land- und forstwirtschaftliche Produkte sowie auf den Eigenbedarf der Bahn. Für einen Transit zwischen den Häfen fehlt ebenfalls das Transportvolumen, was schon allein an der Tatsache erkennbar ist, dass die Gleise der Bahn in Ajaccio und Bastia nicht mehr an die Kaimauern reichen. In Bastia wurde die Gleisverbindung zum neuen Hafen bereits Anfang der 1980er Jahre im Zuge des Bahnhofneubaus aufgegeben, in Ajaccio 1993.

## Zukunft
Es gibt Überlegungen, die ehemalige Strecke entlang der Ostküste zumindest teilweise bis Padulella-Moriani zu reaktivieren und in den Vorortverkehr von Bastia zu integrieren. Eine über Padulella-Moriani hinausgehende Reaktivierung erscheint unwahrscheinlich.

## Folklore
Im Volksmund hat die Bahn einige nicht-offizielle Bezeichnungen:
- La Micheline
- Trenucciu (kleiner Zug)
- U Trinighellu (Korsisch: Der Zitternde) wegen des unruhigen Laufs auf ausgefahrenen Schienen
- TGV (für Train à Grande Vibration) schlägt in die gleiche Kerbe und ist zugleich eine Persiflage auf die Premiumzüge der französischen Staatsbahn, SNCF: TGV (Train de Grande Vitesse – Hochgeschwindigkeitszug). Der Witz ist nicht ganz neu und findet sich auch bei anderen Bahnen im französischen Sprachraum, vergleiche hier.